# Magaly Pineda
Magaly Antonia Pineda Tejada (Santo Domingo, 21 de marzo de 1943 - 29 de marzo de 2016) fue una socióloga, docente, profesora universitaria, investigadora y feminista dominicana,  conocida como la "madre del feminismo dominicano"  y considerada una de las principales defensora de los derechos humanos en su país y de los derechos de equidad e igualdad de entre mujeres y hombres. Como militante de izquierda, participó activamente del Movimiento Revolucionario 14 de junio y el Movimiento Popular Dominicano (MPD).

## Orígenes
Magaly Antonia Pineda Tejada nació en Santo Domingo, entonces Ciudad Trujillo, el 21 de marzo de 1943, en el seno de una familia trabajadora. Su padre, Pedro (Chichi) Pineda, era farmacéutico y su madre, Ana Leonor Tejada, era comerciante. Tuvo dos hermanas, Milagros y Maritza Pineda, y tres medio hermanos, Luis, Julio César y Carlos Manuel Pineda.
Durante su adolescencia su familia se trasladó a Puerto Rico debido a las presiones que, sobre su familia, ejercía de la dictadura trujillista por la relación filial del Dr. Manuel Tejada Florentino y su madre.  
Estudio Sociología en la Universidad De Puerto Rico donde fue dirigente de la Federación Universitaria Pro Independencia (FUPI).
Tras el derrocamiento de Leonidas Trujillo, Pineda pudo regresar a la República Dominicana en donde formó parte del Movimiento Revolucionario 14 de junio.

### Feminismo

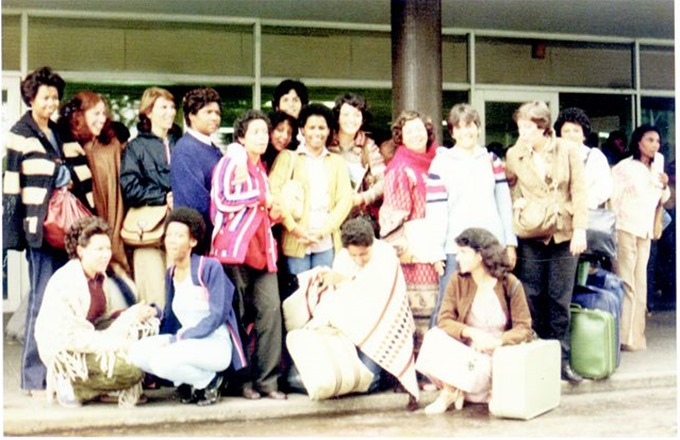
En el Ier Encuentro Feminista y del Caribe (1981) con: Maritza Féliz, Melly Pappaterra, Mariví Arregui, Antonia Ferreras, Carmen Alonso, IsisMontes de Oca, Ana Teresa Rodríguez, Miriam Zapata, Elsa Ramírez. Luego Magaly Pineda, Nelsu Aldebot y Virginia Alvares. En cuclillas de izquierda a derecha Ramona Santana, Sergia Galván, Maritza Burgos y Angela Hernández.

En 1980, Pineda creó el Centro para la Investigación y la Acción Femenina (CIPAF), una ONG sin fines de lucro de incidencia en República Dominicana y el Caribe, cuya misión es contribuir al protagonismo de las mujeres en la profundización de la democracia.
Fue una de las principales líderes del incipiente movimiento de mujeres que reivindicaba la igualdad de género en la República Dominicana.
Fundó varias redes feministas en la región del Caribe, e impulsó las reformas que marcarían el rumbo de las políticas de género en la República Dominicana.
Fue miembro del Consejo Consultivo de la Sociedad civil ante el Gabinete Social del Gobierno Dominicano, Representante del Consejo Consultivo de la Sociedad Civil ante la Comisión Nacional de la Sociedad de la Información y el Conocimiento y era miembro fundadora de la Iniciativa Regional para la Responsabilidad social y el Trabajo Digno.

### Fallecimiento
Padeció de un mieloma múltiple durante trece años. Falleció el 29 de marzo de 2016.

## Vida personal
Estaba casada con Rafael "Fafa" Taveras, miembro principal del Partido Revolucionario Moderno (PRM), diputado y uno de los principales dirigente del Movimiento Revolucionario 14 de junio, con quien tuvo tres hijos:  Syra Leonor, Rafael y Marcelle Victoria.

## Reconocimientos
En su homenaje se creó la Tertulia Feminista Magaly Pineda.
Su trabajo en el campo de la educación ganó el Premio a la Igualdad de Género y la Tecnología (GEM-TECH) en 2014.